# Ptilocrinus
Ptilocrinus is een geslacht van zeelelies uit de familie Hyocrinidae.

## Soorten
- Ptilocrinus amezianeae Eléaume, Hemery, Bowden & Roux, 2011
- Ptilocrinus australis Améziane & Roux, 2011
- Ptilocrinus brucei (Vaney, 1908)
- Ptilocrinus clarki Roux & Lambert, 2011
- Ptilocrinus pinnatus A.H. Clark, 1907
- Ptilocrinus stukalinae Mironov & Sorokina, 1998
- Ptilocrinus tasmaniaensis Améziane & Roux, 2011